# 克吕济
克吕济（法語：Cruzy，法語發音：[kʁyzi]）是法国埃罗省的一个市镇，属于贝济耶区。

## 地理
克吕济（43°21'21"N, 2°56'26"E）面积25.85 平方千米，位于法国奧克西塔尼大區埃罗省，该省份为法国南部沿海省份，南濒地中海，西南接奥德省，西北接塔恩省和阿韦龙省，东北与加尔省接壤。
与克吕济接壤的市镇（或旧市镇、城区）包括：阿热利耶、比兹米内尔瓦、乌韦扬、塞巴藏、蒙图利耶、卡朗特、维莱斯帕桑。

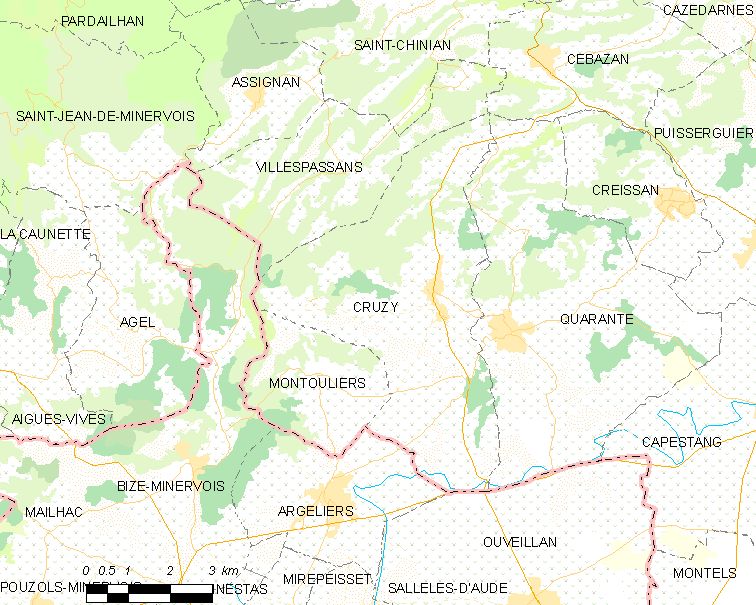
克吕济的OSM定位图

克吕济的时区为UTC+01:00、UTC+02:00（夏令时）。

## 行政
克吕济的邮政编码为34310，INSEE市镇编码为34092。

## 政治
克吕济所属的省级选区为圣庞斯德托米耶尔县。

## 人口

1962-2008年间克吕济人口变化图示

克吕济于2022年1月1日时的人口数量为954人。